# RedhadCP
RedhadCP (ранее: wPanel) — платная панель управления веб-хостингом. Преимущество RedhadCP в том, что данная панель размещается на веб-серверах компании Redhad Inc., и не нуждается в установке на свой веб-сервер.

## Основные возможности
Основными возможностями полной версии панели управления RedhadCP являются:
- Управление Email-аккаунтами и Email-алиасами
- Встроенный кофигуратор почты RedhadCP Email Configurator
- Встроенный файловый менеджер и Email-клиент
- Управление FTP-аккаунтами, SFTP-доступом и защитой папок (Directory Privacy)
- Встроенный конфигуратор файла настроек .htaccess
- Управление доменами, поддоменами и редиректами (301, 302 и Wildcard)
- Встроенный сервис для проверки и регистрации доменов
- Базовый и расширенный редактор DNS-записей
- SEO-утилиты и инструменты маркетинга
- Оптимизация ссылок и страниц сайта
- Инструменты Email-маркетинга
- Инструкции по добалению сайта в Яндекс, Google и Bing
- Управление базами данных MySQL и PostgreSQL
- Управление пользователями баз данных
- Удалённый доступ к базам данных SQL (RemoteSQL)
- Встроенный конфигуратор баз данных RedhadCP Database Wizard
- Встроенные менеджеры баз данных phpMyAdmin, SIDU, phpPgAdmin
- Выбор версии PHP
- Встроенные утилиты rPHP (Редактор конфигурации PHP и редактор файла php.ini)
- Установка приложений Perl, Node.JS, Python, Ruby
- Встроенный установщик программного обеспечения RedhadCP Apps Installer
- Просмотр информации о конфигурации PHP (phpinfo())
- Установка защищённого соединения SSL/TLS
- Доступ по протоколу SSH
- Выпуск сертификата SSL от центра сертификации Let’s Encrypt
- Система выпуска сертификатов SSL от RedhadCP CA SmartSSL
- Система защиты сайта RedhadCP Site Security
- Блокировка IP-адресов от доступа к сайту
- Добавление пользователей панели управления
- Изменение пароля пользователя панели управления

RedhadCP является довольно удобной панелью управления, которой может пользоваться даже непрофессиональный пользователь. В то же время RedhadCP имеет расширенный и большой функционал.

## Стоимость панели управления
RedhadCP является платной панелью управления веб-хостингом.
Имеется пробный период использования панелью управления, длительностью в 30 дней.
Цены на полную версию панели управления:
| Наименование тарифа | Длительность оплаты | Цена за период оплаты   |
| ------------------- | ------------------- | ----------------------- |
| Pro                 | 1 месяц (30 дней)   | 25$ (25 долларов США)   |
| Premium             | 1 месяц (30 дней)   | 53$ (53 долларов США)   |
| Enterprise          | 1 месяц (30 дней)   | 129$ (129 долларов США) |

## История версий
| Версия            | Дата выпуска | Статус поддержки                  |
| ----------------- | ------------ | --------------------------------- |
| 1.0 (Alpha)       | 07.02.2003   | Более не поддерживается           |
| 1.0 (Stable)      | 15.05.2003   | Более не поддерживается           |
| 1.1.8320          | 17.09.2004   | Более не поддерживается           |
| 1.1.9300          | 09.03.2005   | Более не поддерживается           |
| 1.2               | 10.05.2007   | Более не поддерживается           |
| 1.3.0923          | 21.07.2009   | Более не поддерживается           |
| 1.3.3503          | 10.01.2010   | Более не поддерживается           |
| 1.3.7630          | 15.10.2011   | Более не поддерживается           |
| 1.3.9013          | 21.09.2013   | Более не поддерживается           |
| 1.4               | 14.09.2015   | Более не поддерживается           |
| 1.5.4593          | 11.04.2017   | Более не поддерживается           |
| 1.5.9230          | 30.05.2018   | Более не поддерживается           |
| 1.5.9902          | 17.09.2019   | Частично поддерживается           |
| 1.6               | 20.01.2020   | Частично поддерживается           |
| 1.7               | 12.09.2021   | Частично поддерживается           |
| 1.8               | 17.09.2021   | Частично поддерживается           |
| 1.9               | 15.01.2022   | Частично поддерживается           |
| 2.0 (Alpha)       | 12.03.2022   | Частично поддерживается           |
| 2.0.3208 (Stable) | 24.08.2022   | Поддерживается (последняя версия) |

## RedhadCP Free
Компанией Redhad Inc. была также разработана разновидность панели управления RedhadCP — RedhadCP Free.
RedhadCP Free в основном предназначена для использования на бесплатных хостингах, подобных Byet, iFastNet и InfinityFree и имеет ограниченный функционал.
В функции и возможности RedhadCP Free входят:
- Редактирование MX-записей
- Бесплатный встроенный файловый менеджер RedhadCP Free File Manager(*1)
- Максимальное количество FTP-аккаунтов — 2(*2)
- Защита папок (Directory Privacy)
- Управление доменами и поддоменами
- Добавление Wildcard-редиректа с одного домена на указанную ссылку
- Добавление CNAME и SPF-записей для домена (-ов)
- Создание до 100 баз данных MySQL(*3)
- Менеджер баз данных phpMyAdmin
- Выбор версии PHP
- Редактирование только следующих параметров конфигурации PHP: display_errors, mbstring_http.input, default_charset и date.timezone
- Ограниченная версия RedhadCP Apps Installer
- Просмотр информации о конфигурации PHP (phpinfo())
- Установка защищённого соединения SSL/TLS(*4)
- Блокировка IP-адресов
- Изменение пароля пользователя

## Похожее программное обеспечение
- cPanel
- DirectAdmin
- Ispmanager
- ISPConfig
- Plesk
- Webmin
- Cube Panel
- H-Sphere
- Helm
- Lxadmin
- VestaCP

*1 — Функционал файлового менеджера RedhadCP Free File Manager в бесплатной версии RedhadCP Free схож с функционалом файлового менеджера RedhadCP File Manager в полной версии RedhadCP.
*2 — Причём, один из максимально доступного количества FTP-аккаунтов, является системным, и имеет имя пользователя и пароль, схожие с именем пользователя и паролем пользователя панели управления.
*3 — Созданные в бесплатной версии панели управления RedhadCP Free имеют одного пользователя (данные пользователя схожи с данными пользователя панели управления). Также, запрещён удалённый доступ SQL (RemoteSQL).
*4 — Разрешены только сертификаты для одного домена. Wildcard-сертификаты и Multi-domain-сертификаты запрещены.